# New wave (musica)
La new wave (dall'inglese, "Nuova onda") è una vasta gamma di tipologie di musica pop rock popolare dalla fine degli anni settanta e durante gli anni ottanta che si differenzia dal mainstream del periodo e non caratterizzato da un sound specifico, legati in qualche modo con il precedente genere punk rock della metà degli anni settanta. Differisce dal coevo post-punk per la maggiore vicinanza alla musica pop.
La new wave si allontanò dal tradizionalismo che legava il punk al blues e al rock and roll avvicinandosi di più al pop e prendendo ispirazione da varie fonti come la musica disco, la musica mod e la musica elettronica, generando sonorità anche molto diverse tra loro: dal pop rock dei The Police, al power pop degli XTC all'elettronica di Gary Numan. Il giornalista musicale Charles Shaar Murray, scrivendo a proposito dei Boomtown Rats, ha indicato come il termine new wave fosse un termine dell'industria discografica utilizzato per definire qualunque musicista avesse influenze punk, senza però fare musica punk.

## Il termine
Il termine new wave fu usato per le prime volte nel 1976 da fanzine punk come Sniffin' Glue e in seguito anche dalla stampa musicale specializzata. In un articolo del novembre 1976 sul periodico musicale inglese Melody Maker, in un'intervista a Malcolm McLaren il termine new wave venne utilizzato per descrivere gruppi musicali che, pur non suonando musica punk in senso stretto, avevano forti legami con essa; poche settimane dopo il giornalista musicale Charles Shaar Murray utilizzò il termine descrivendo i Boomtown Rats. Per un certo periodo, il termine new wave fu quindi utilizzato quale perfetto sinonimo di musica punk. Solo attorno alla fine del 1977, new wave rimpiazzò punk come definizione della musica underground del Regno Unito.
Il termine fu inizialmente utilizzato solo in riferimento a complessi britannici, anche da parte dei giornalisti statunitensi. Solo nel dicembre 1976 il The New York Rocker utilizzò entusiasticamente il termine applicandolo sia a band inglesi sia a gruppi associati alla scena del CBGB.

## Storia

### Nel Regno Unito
Lo storico musicale Vernon Joynson sostiene che la new wave ebbe origine nel Regno Unito verso la fine del 1976, quando molti complessi cominciarono ad allontanarsi dal punk.

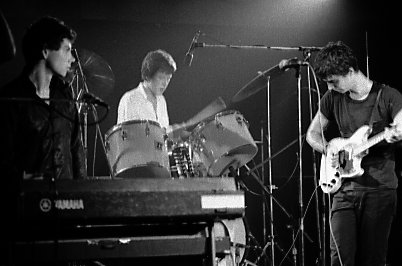
I Talking Heads durante un concerto a Toronto nel 1978.

Tra gli altri protagonisti di questa nuova scena ci furono vari veterani della scena pub rock degli anni settanta come Ian Dury, Nick Lowe, Eddie and the Hot Rods e Dr. Feelgood, oltre a cantautori come Elvis Costello, Joe Jackson e Graham Parker, che utilizzavano le strutture della musica pop in modo non convenzionale.
Il power pop, genere nato e sviluppatosi prima del punk nei primi anni settanta, cominciò ad essere sempre più frequentemente associato alla new wave poiché la struttura delle canzoni, semplice e trascinante, aveva molti punti in comune con essa. Gruppi come The Romantics, The Records, The Motors, Cheap Trick e 20/20 ottennero un significativo successo all'interno di questa corrente. Lo stesso power pop influenzò alcuni aspetti della new wave: ad esempio, in seguito al successo di gruppi come i The Knack, molti musicisti new wave iniziarono a portare cravatte.
Contemporaneamente nacque lo stile 2 tone ska, grazie all'attività di The Specials, Madness e English Beat, che portarono humour e ritmi ballabili all'interno della new wave.
Poco più tardi il termine new wave assunse un significato più preciso, relativo a uno stile di musica pop più commerciale che faceva ampio uso di sintetizzatori. Parallelamente fu coniata l'etichetta post-punk, per riferirsi a gruppi più oscuri e anticommerciali come Gang of Four, Joy Division, The Cure e Siouxsie and the Banshees. Nonostante le molte differenze stilistiche, punk, new wave e post-punk condividevano il desiderio di reagire alla musica dei primi anni settanta, che consideravano stereotipata e priva di ispirazione artistica.
Non dimentichiamo i Simple Minds, uno dei gruppi più rappresentativi del filone new wave e post-punk degli anni '80.
Secondo All Music Guide la new wave differiva da punk e post-punk in quanto conservò la freschezza e l'irriverenza del punk, oltre ad un'ammirazione per la musica elettronica e l'arte. Questa caratteristica portò a molti one-hit wonder new wave.
Il termine cadde in disuso nel Regno Unito nei primi anni ottanta perché considerato troppo generico. Secondo Theo Cateforis, assistente professore di storia della musica alla Syracuse University, la new wave terminò attornò alla metà degli anni ottanta, quando il largo utilizzo di sintetizzatori uniformò il suono dei gruppi new wave a quello dei gruppi del mainstream rock.

### Negli Stati Uniti
Parallelamente negli Stati Uniti i primi complessi ad essere definiti new wave furono Talking Heads, Mink DeVille e Blondie, tutti appartenenti alla scena del CBGB. Il proprietario del CBGB Hilly Kristal, parlando del primo concerto dei Television nel suo club nel marzo 1974, ha dichiarato: Penso che quello fu l'inizio della new wave. Inoltre, molti artisti classificati inizialmente come punk furono categorizzati anche come new wave; ad esempio la compilation New wave del 1977 comprendeva tracce di Dead Boys, Ramones, Talking Heads e The Runaways.
I Talking Heads contribuirono allo sviluppo di gran parte delle caratteristiche sonore di questo genere, allontanandosi dalle radici blues del rock degli anni sessanta e settanta. Secondo il giornalista musicale Simon Reynolds, lo stile musicale dei Talking Heads era "più agitato e instabile", con chitarre taglienti e ritmi veloci. Col passare degli anni divennero inoltre sempre più utilizzate le tastiere e strutture poco convenzionali con improvvise pause e ripartenze del ritmo. Inoltre lo stesso Reynolds ha sostenuto che spesso i cantanti new wave utilizzavano vocalizzi acuti e inusuali.
Nell'estate del 1977 sia Time sia Newsweek scrissero articoli positivi riguardo al movimento punk/new wave. Tuttavia il fenomeno era ancora di nicchia, e i gruppi di tale ondata ricevettero inizialmente scarso successo commerciale. L'anno successivo l'apprezzamento verso la new wave aumentò, soprattutto per quanto riguarda alcuni aspetti artistici e intellettuali, mentre i complessi arena rock e disco dominavano le classifiche di vendita.

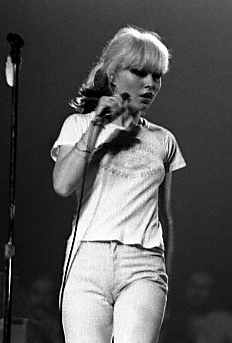
Deborah Harry dei Blondie, live ai Maple Leaf Gardens di Toronto nel 1977.

Tra i gruppi new wave più importanti e influenti si possono citare primi fra tutti i Pere Ubu e soprattutto il loro album del 1978, The Modern Dance, considerato un manifesto della new wave e uno dei capolavori del rock tutto; i Television del geniale chitarrista Tom Verlaine con il loro album del 1977 Marquee Moon che presenta uno stile chitarristico che farà scuola per gli anni a venire; il duo newyorkese dei Suicide che nel loro album omonimo suona un angoscioso "rockabilly elettronico". Tutti questi gruppi non ebbero un grosso riscontro di vendite.
La situazione iniziò a mutare in modo significativo tra la fine del 1978 e il 1979, quando alcune band della scena punk che fondevano quest'ultimo con altri generi cominciarono ad ottenere un significativo successo nelle radio musicali. Tra i primi ad ottenere questo risultato ci furono Blondie, Talking Heads e The Cars. Nel 1979 My Sharona, singolo dei The Knack, fu nominato miglior singolo dell'anno da Billboard. Il successo di My Sharona permise a molti complessi new wave di firmare contratti con major discografiche. Nel 1980 alcuni artisti non appartenenti al movimento, tra cui Billy Joel e Linda Ronstadt, cercarono di cavalcare l'onda del successo della new wave variando il proprio stile musicale in tal senso. Nello stesso periodo fu pubblicato The Pleasure Principle, che spianò la strada a moltissimi gruppi synth pop successivi.
Tuttavia in quello stesso anno le radio cominciarono ad osteggiare il movimento new wave: l'influente commentatore radio Lee Abrams dichiarò che, a parte poche eccezioni, la musica new wave non avrebbe avuto particolare successo e non sarebbe stata influente negli anni successivi. Lee Ferguson, commentatore a KWST, dichiarò nel 1980 che le stazioni radio di Los Angeles stavano proibendo l'utilizzo del termine ai DJ, e che: La maggior parte delle persone che chiamano la musica new wave sono gli stessi che cercano di non farla andare in radio. Molti artisti new wave che avevano goduto di grande successo con il proprio album di debutto non riuscirono a ripetersi con l'album successivo, e le radio iniziarono a diminuire la programmazione dedicata alla new wave.
Ma la nascita di MTV nel 1981 portò presto ad una rinascita del movimento e al picco di successo della new wave. Molti complessi britannici, diversamente dalla maggior parte dei colleghi statunitensi, avevano infatti iniziato ad utilizzare il video musicale già da diverso tempo. Anche per questo motivo molti gruppi inglesi sotto contratto con etichette indipendenti riuscirono a superare nelle classifiche di vendita complessi statunitensi sotto contratto con le major. I critici musicali definirono questo fenomeno second british invasion. MTV continuò a mandare in onda video new wave fino al 1987, quando essa fu soppiantata dal movimento hair metal.
Nel dicembre 1982 il 14% degli adolescenti, rispondendo ad un sondaggio, votarono la new wave come il proprio genere preferito, portandola al terzo posto tra i generi più popolari. Il sondaggio dimostrò anche che il movimento era particolarmente popolare negli Stati Uniti occidentali, e che la sua popolarità era distribuita equamente in tutte le fasce d'età. I gruppi più degni di nota che allora emersero dalla scena californiana furono gli X e le Go-Go's. Ma nello stesso periodo otteneva grande popolarità anche un gruppo della sponda orientale, i B-52's che veniva da Athens.
Col tempo il termine new wave, che inizialmente negli USA descriveva una versione meno ribelle e più orecchiabile del punk, iniziò a identificare quasi tutti i gruppi pop o rock che utilizzavano sintetizzatori. Tutt'oggi il termine identifica anche gruppi di questo tipo, oltre a molti gruppi post-punk e alternative rock dei tardi settanta e primi ottanta.
I critici musicali e gli artisti presto si ribellarono all'etichetta generica new wave e coniarono un gran numero di nuovi definizioni. Ad esempio il synth pop, che soppiantò la disco music, era una categoria molto ampia applicata a band molto diverse come The Human League, Depeche Mode, Soft Cell, a-ha, New Order, Orchestral Manoeuvres in the Dark, Ultravox e Pet Shop Boys.
Negli anni seguenti vari film, tra cui Valley Girl, Sixteen Candles - Un compleanno da ricordare, Bella in rosa e Breakfast Club, ebbero colonne sonore composte in maggioranza da brani new wave.
L'influenza della new wave si estese fino allo sviluppo del college rock e del grunge/alternative rock, fino alla fine degli anni ottanta.